# 兵庫県立教育研修所
兵庫県立教育研修所（ひょうごけんりつきょういくけんしゅうじょ、英称：Hyogo Prefectural Institute for Educational Research and In-Service Training）は、兵庫県が設置する教育に関する研究および教育関係職員の研修を行う機関である。

## 概要
兵庫県立教育研修所は地方教育行政の組織及び運営に関する法律第30条の規定に基づき、教育関係職員の研修および教育に関する専門的技術的事項の研究を行うため1963年兵庫県の条例により設置される。

## 所在地
- 兵庫県立教育研修所 - 兵庫県加東市山国2006-107

## 事業
事業内容は下記の通りである。
1. 教育関係職員に研修を行なうとともに、その研究を助成すること
2. 教育に関する専門的技術的事項の研究を行なうこと
3. 教育に関する各種調査を行なうこと
4. 教科書センター及び教育図書資料室を経営すること
5. 教育相談を行なうこと
6. 前項に掲げるもののほか、兵庫県教育委員会が必要があると認める業務

## 沿革
- 1947年（昭和22年）12月 兵庫県立教育研究所の設置
- 1958年（昭和33年）4月 兵庫県立教育研究所から兵庫県立教育研修所へ改称
- 1988年（昭和63年）4月 兵庫県立情報処理教育センターの廃止・統合

## 組織
- 管理部
  - 総務課
  - 企画調査課
- 教務部
  - 義務教育研修課
  - 高校教育研修課
  - 情報教育研修課
  - 特別支援教育研修課